# Dongyu Shan
Dongyu Shan är en ö i Kina. Den ligger i provinsen Zhejiang, i den östra delen av landet, omkring 190 kilometer öster om provinshuvudstaden Hangzhou. Arean är 1,9 kvadratkilometer. Den sträcker sig 2,2 kilometer i nord-sydlig riktning, och 1,6 kilometer i öst-västlig riktning.
Genomsnittlig årsnederbörd är 1 783 millimeter. Den regnigaste månaden är juni, med i genomsnitt 312 mm nederbörd, och den torraste är januari, med 53 mm nederbörd.